# Прокажённая (фильм, 1928)
«Прокажённая» — советский чёрно-белый немой художественный фильм 1928 года режиссёра Олега Фрелиха, кинороман в 6 частях, снятый по мотивам романа Фердинанда Дюшена «Молодой месяц».

## Сюжет
В духе советской эпохи, фильм рассказывает о угнетении женщин на Востоке; о судьбе молодой девушки, дочери переводчика Тылля-Ой, которую по традиции выдают замуж за Саида-Вали. Молодой офицер Игорь Каренин соблазняет чужую жену. Вскоре муж сообщает об отъезде офицера и, заметив на глазах Тылля-Ой печаль, догадывается о её тайной любви. Изгнанная из дома, девушка бродит по дорогам в поисках ночлега и попадает в лагерь прокажённых. Вскоре она выходит на большую дорогу и замечает всадников. Она молит их о милосердии и просит увезти её. Но они замечают на столбе надпись «Прокажённые» и, решив, что девушка тоже больна, бьют её плетью. Тылля-Ой погибает под копытами лошадей.

## В ролях
| Актёр                     | Роль                                    |
| ------------------------- | --------------------------------------- |
| Андрей Файт               | Игорь Каренин                           |
| Рахиль Мессерер-Плисецкая | Тылля-Ой, единственная дочь переводчика |
| Григол Чечелашвили        | Саид-Вали                               |
| Рахим Пирмухамедов        | Ахмед-Бай, переводчик                   |